# Estela de Anj ef Jonsu

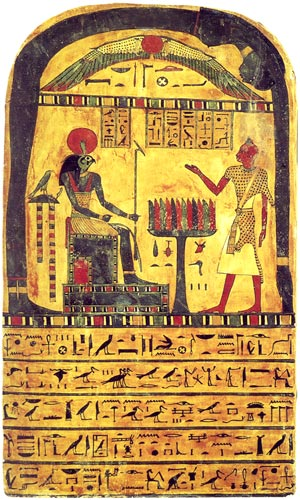
Estela El Cairo A 9422 (Bulaq 666), que representa a Nut, Behdety como el disco solar alado, Re-Harakhty sentado en su trono y el propietario de la estela, Anj ef Jonsu

La estela de Anj ef Jonsu (también conocida como la Estela de la Revelación) es una estela de ofrenda de madera pintada ubicada en El Cairo, Egipto. Fue descubierta en 1858 por François Auguste Ferdinand Mariette en el templo mortuorio del faraón Hatshepsut de la XVIII Dinastía, ubicado en Deir el-Bahari. Originalmente fue hecha para el sacerdote de Montu Anj ef Jonsu, y fue descubierta cerca de su ataúd con dos sarcófagos y dos ataúdes internos antropomórficos. Data de alrededor de 680–70 a. C., el período de finales de la dinastía XXV/principios de la dinastía XXVI. Ubicada originalmente en el antiguo Museo Bulaq con el número de inventario 666, la estela se trasladó alrededor de 1902 al recién inaugurado Museo Egipcio de El Cairo (número de inventario A 9422; Número de registro temporal 25/12/24/11), donde permanece hoy.
La estela es de madera y está cubierta con una escayola de yeso, que ha sido pintado. Mide 51,5 centímetros de alto y 31 centímetros de ancho. En el frente, Anj ef Jonsu puede verse como un sacerdote de Montu; presenta ofrendas al dios con cabeza de halcón Ra-Horajty ("Ra-Horus de los dos horizontes"), una forma sincrética de los dioses Ra y Horus, que está sentado en un trono. El símbolo del oeste, el lugar de los muertos, se ve detrás de Ra-Horajty. Encima de las figuras hay una representación de Nut, la diosa del cielo que se extiende de horizonte a horizonte. Directamente debajo de ella está el Disco Solar Alado, Horus de Behedety.
La estela también se conoce como la "Estela de la Revelación" y es un elemento central de la filosofía religiosa Thelema fundada por Aleister Crowley.

## Orígenes
La estela es un ejemplo bastante típico de una estela de ofrenda tebana tardía del Tercer Período Intermedio data de finales de la Dinastía XXV/principios de la Dinastía XXVI. Fue descubierto en 1854 como parte de un gran entierro de sacerdotes de Montu en Deir el-Bahari, e incluía el ataúd del dedicador, Anj ef Jonsuu.

## Texto
La estela está pintada en ambas caras con textos egipcios, algunos de los cuales son el capítulo 91 del Libro de los muertos, mientras que la parte posterior de la estela registra once líneas de texto de los capítulos 30 y 2.
El texto dice lo siguiente.

### Anverso
[A1] Debajo del Disco Solar Alado: (El de) Behedety, el Gran Dios, Señor del Cielo
[A2-A3] Arriba de Ra-Horajti: Ra-Horajti ("Ra-Horus de los Dos Horizontes"), Jefe de los Dioses
[A4-A8] Arriba Anj-ef-Jonsu: El Osiris, el sirviente de Dios de Montu, el Señor de Uaset, el que abre las Puertas del Cielo en el Más Selecto de los Lugares (es decir, Karnak), Anj ef Jonsu, <Justo de> Voz
[A9] Debajo de la mesa de ofrendas: (miles de) pan y cerveza, ganado y aves
[B1–B5] Texto principal: [B1] Palabras pronunciadas por Osiris (es decir, el difunto), Siervo de Dios de Montu, Señor de Uaset, el que abre las Puertas del Cielo en el Más Selecto de los Lugares (es decir, Karnak), Anj ef Jonsu, [B2] Justo de voz: "¡Oh Exaltado! ¡Sea alabado, Grande de las Manifestaciones, el gran Ba a quien [B3] temen los dioses, y que aparece en su gran trono!, haz el camino del Ba, el Aj y la Sombra, porque estoy equipado para que (yo) pueda brillar en él [B4] (como) uno equipado. Haz el camino hacia el lugar en el que están Ra, Atum, Jepri, y Hathor". El Osiris, el sirviente de Dios de Montu, el señor de Uaset, [B5] Anj ef Jonsu, <Justo de> Voz, hijo de un nombre similar titulado Ba-sa-en-Mut, nacido de la Cantante de Amón-Ra, Dama de la Casa, Ta-nesh<et>.

### Reverso

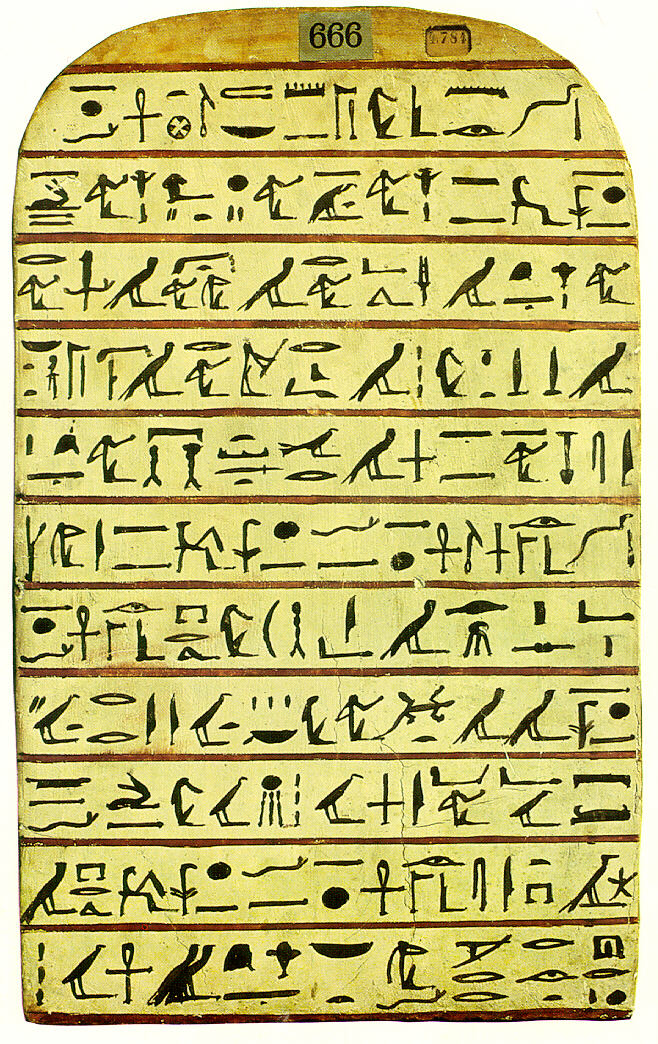
Reverso de Cairo A 9422

[C1] Palabras dichas por Osiris ( es decir, el difunto), Siervo de Dios de Montu, Señor de Uaset, Anj-ef- [C2] Jonsu, Justo de Voz: "(O) mi corazón de mi madre [2 veces], (Oh) mi corazón mientras yo existía [C3] en la tierra, no se oponga a mí como testigo, no se oponga a mí en [C4] en el tribunal, no sea hostil contra mí en la presencia del Gran Dios, Señor del Oeste. [C5] Aunque me haya unido (yo mismo) a la tierra del gran lado occidental del Cielo, ¡que pueda florecer sobre la tierra! " [C6] Palabras dichas por Osiris, el Estolista de Uaset, Anj ef Jonsu, Justo de voz: O (tú que eres) Único [C7] de Arm, que brilla como la luna, el Osiris, Anj-ef- [C8] Jonsu, sale de tus multitudes, [C9] (O) libertador de aquellos que están dentro de la luz del sol, ábrele [C10] el Inframundo, de hecho, el Osiris, Anj ef Jonsu, quien sale en [C11] día para hacer todo lo que le agrada en la tierra entre los vivos".

## Interpretación de Aleister Crowley y Thelema
La designación de este objeto como la Estela de la Revelación fue dada en abril de 1904 por el ocultista Aleister Crowley, en relación con su El libro de la ley.

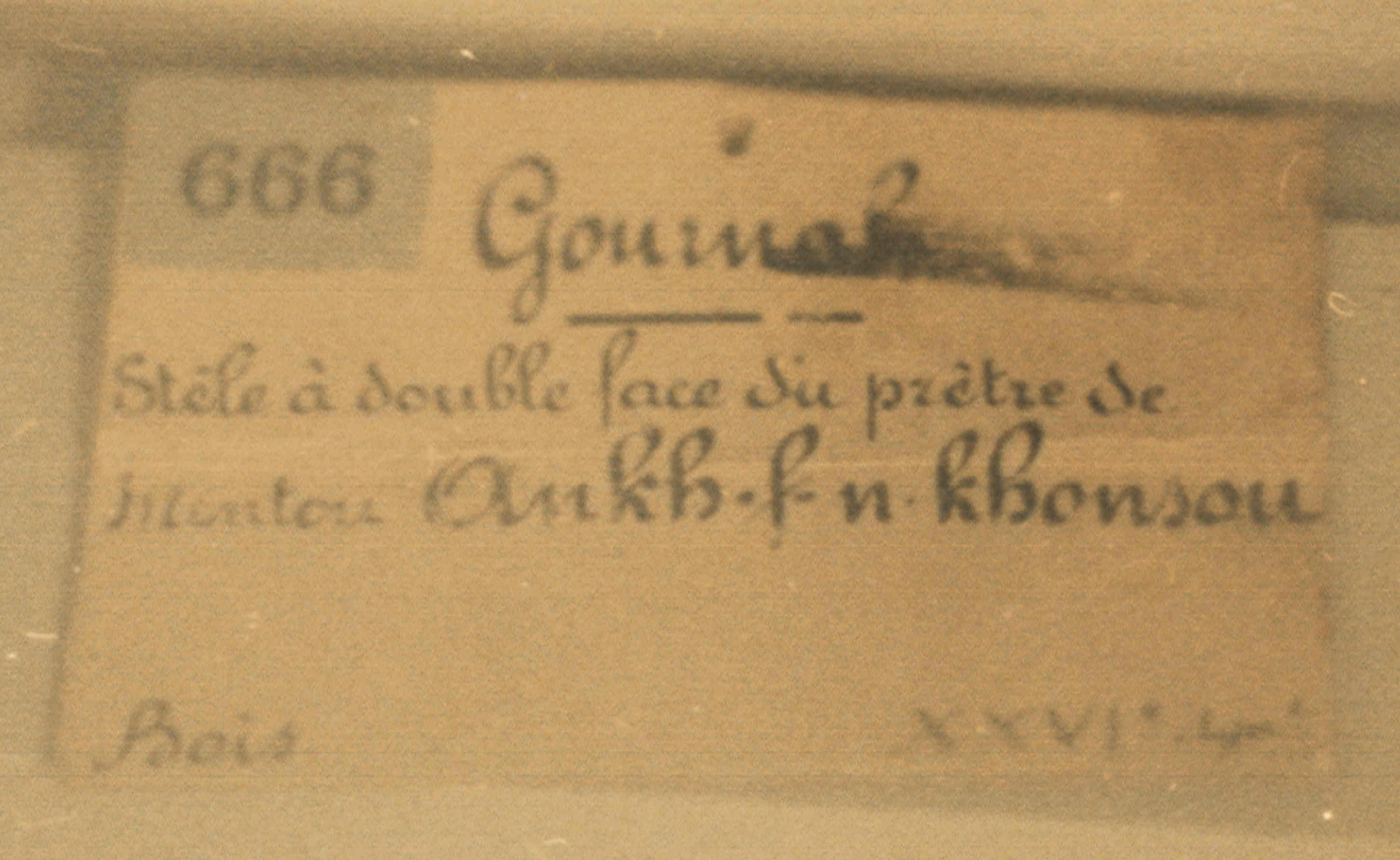
666-Estela de revelación- etiqueta del Museo de El Cairo

Según Aleister Crowley, su esposa Rose ya había informado de una revelación del dios Horus, a través de su mensajero Aiwass. La pareja fue al recién inaugurado Museo Egipcio (donde se había trasladado la estela), para ver si podía reconocer a Horus el lunes 21 de marzo de 1904. Rose reconoció una imagen del dios en esta estela pintada, que en ese momento llevaba el número de catálogo 666, un número que tiene un significado religioso en Thelema.
Según Crowley, la estela representa las tres deidades principales de Thelema: Nuit (Nut egipcia), Hadit (Behdety egipcia) y Ra-Hoor-Khuit (Ra-Harajty egipcio ["Ra-Horus de los dos horizontes"]).
Crowley afirma que cenó con el egiptólogo Émile Charles Albert Brugsch bey, conservador del Museo Bulaq, para hablar sobre la estela a su cargo y organizar la realización de un facsímil. Según Crowley, el curador asistente francés de Brugsch tradujo el texto jeroglífico de la estela. En 1912, Alan Gardiner y Battiscombe Gunn hicieron una segunda traducción para Crowley.